# Molí de Bràfim
El Molí de Bràfim és una obra del municipi de Vilabella (Alt Camp) inclosa en l'Inventari del Patrimoni Arquitectònic de Catalunya.

## Descripció
L'origen d'aquest molí fariner es remunta al segle xvi. Es troba en estat d'abandó, la portalada i els finestrals deixen entreveure la construcció feta de totxos.
Tot l'enderroc està completament cobert per vegetació, es pot distingir la bassa i per un forat es veu el lloc on anava el rodet amb volta de canó de tota l'amplada de l'edifici.
J. Aguadé esmenta el Molí de Bràfim com un dels molins bladers, actualment derruïts, del terme de Vilabella. En situa l'origen aproximadament al segle xvi, i en remarca la importància fins al segle xix. L'abandó començà a partir de la fi del segle xix, coincidint amb l'èxode rural.